# Betty Elfving
Betty Gustava Lovisa Elfving, född 16 mars 1837, död 29 oktober 1923, var en finländsk författare som under pseudonymen Aura gav ut två historiska romaner, Härkmannin pojat ("H:s söner", 1887) och Vuosisatain perintö ("Seklers arv", 1902), samt ett skådespel om guvernör Göran Magnus Sprengtporten. Hon växte upp i ett svenskspråkigt borgarhem och skrev på svenska, men gav ut sina böcker på finska.